# 藤沼ダム
藤沼ダム（ふじぬまダム）は、日本の福島県須賀川市江花にある、江花川（阿武隈川水系）の支流・簀の子川（すのこがわ）
に建設されたアースダム（土堰堤）形式の灌漑用ダムである。ダム湖の正式名称は藤沼貯水池（ふじぬま ちょすいち）であるが、湖畔にある自然公園の名称や一部報道では藤沼湖（ふじぬまこ）と記される。

## 概要
アースダムで、灌漑用ダムとして約837ha（2010年代）の水田を潤す。福島県が設置し、地元の土地改良区（江花川沿岸土地改良区）が管理している。
2010年（平成22年）3月11日には「藤沼貯水池（藤沼湖）」の名で農林水産省の「ため池百選」に選定された。ダム湖周辺は自然公園として整備されており、キャンプ場、バーベキュー場などがある。また、過去数回の補修工事が行われていたが、2011年（平成23年）3月11日に発生した東北地方太平洋沖地震で堤が決壊し、流域で被害が発生した（後述）。

## 沿革
- 1935年（昭和10年）測量開始。
- 1937年（昭和12年）着工。しかし、戦争により工事中断。
- 1949年（昭和24年）竣工。
- 1973年（昭和48年）護岸補強工事。
- 1977年（昭和52年）から1979年 波除工、余水吐工。
- 1982年（昭和57年）から1985年 水路工。
- 1984年（昭和59年）から1989年 グラウト、取水口、波除工。
- 2010年（平成22年）3月11日 「藤沼貯水池（藤沼湖）」の名で農林水産省の「ため池百選」に選定される。
- 2011年（平成23年）3月11日 東北地方太平洋沖地震によって堤が決壊し、ダムとしての機能を喪失。
- 2017年（平成29年）4月24日 復旧が完了し、水の供給を再開。

## 災害と対策

### 東日本大震災

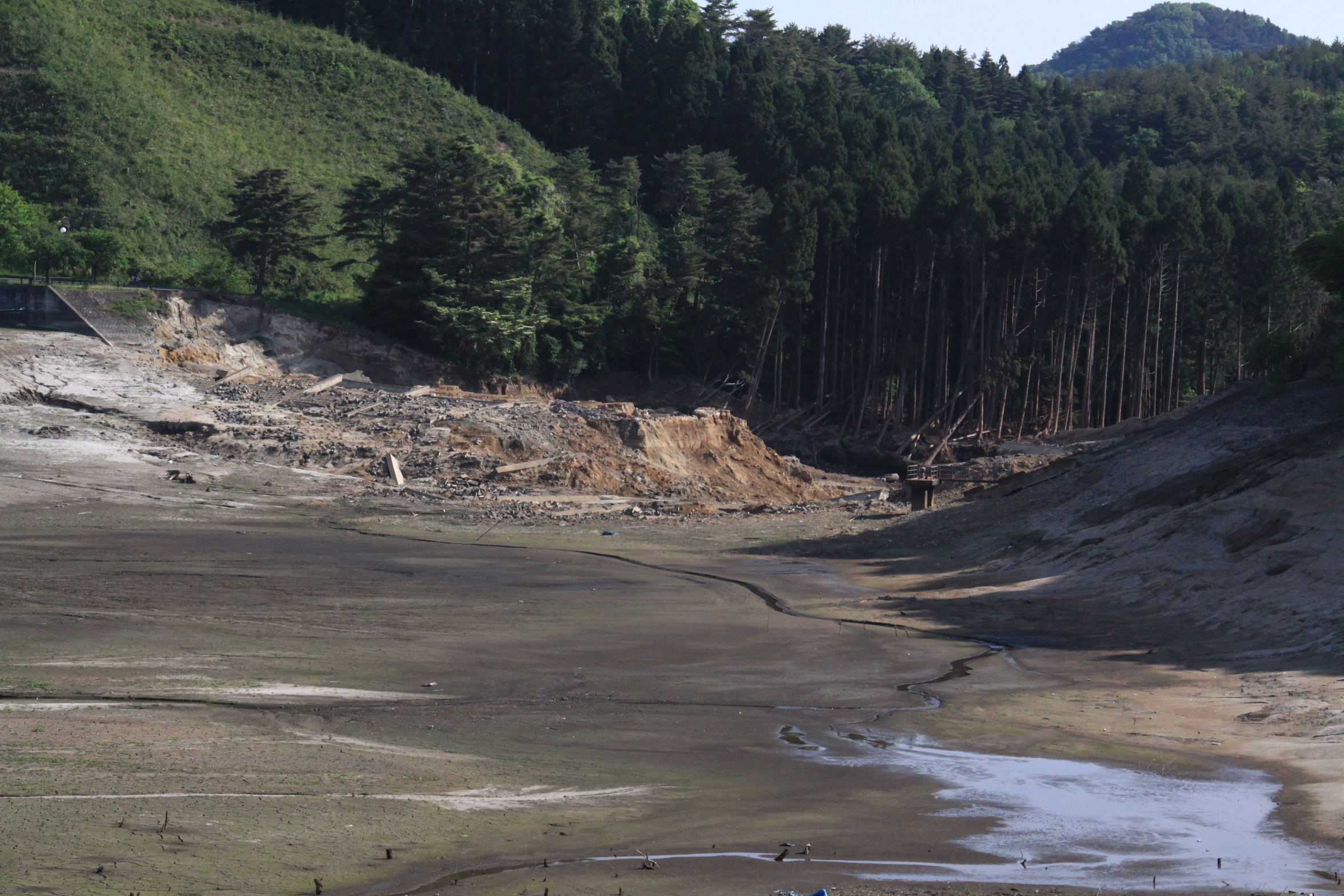
決壊した藤沼ダム（2011年5月25日）

最大の地震動442ガル、かつ50ガル以上の震動が100秒間も継続したことで堤体すべりが生じ、北東部にある高さ18m、長さ133mの堤が決壊した。決壊により約150万tの水が流出し、多くの樹木を巻き込んだ鉄砲水となって下流にある居住地域を襲った。
下流の長沼地区および滝地区では、死者7人、行方不明者1人、流失もしくは全壊した家屋19棟、床上床下浸水家屋55棟という被害を出し、田畑の土壌も多くが流失した。
東北大学大学院工学研究科の調査チームを率いる風間聡は、堤の状況や住民の証言に基づき、地震動によって堤は一気に崩れたのに違いないと言う。また、同チームはダムの下流約500mに位置する滝地区で高さ2mを越える泥水の痕跡を発見しており、水の力そのもの以上に流木による破壊が激しかったと考えられる。なお、決壊直後の濁流を地元住民が携帯電話で動画記録している。
農林水産省、および、学術団体などで構成する日本大ダム会議によると、地震による貯水池・農業用ダムの決壊で死傷者が出たのは、1930年（昭和5年）以降、世界で報告例が無く、極めて稀な災害であるという（cf. ダムの事故［en:Dam failure］）。事態を重く見た農林水産省は、全国1,090箇所の貯水池・農業用ダムの被災状況を都道府県を通じて照会した結果、青森県・岩手県・宮城県・福島県・茨城県・栃木県・群馬県の6県で86箇所の貯水池・農業用ダムに被害が出ていたことが判明した。
被災後、藤沼ダムには水がほとんど残っていなかった。また、政府の第一次補正予算では、東日本大震災で決壊した貯水池・農業用ダムの補修費用は1億1400万円しか手当てされず、梅雨の時期（6月）を迎えても藤沼ダムにはブルーシートで覆う程度の応急処置しかなされていないことから、集中豪雨や台風による増水がさらなる被害につながるのではないかと危惧された。灌漑地域では水田作りに支障が出ていたが、再建の是非について地域住民の意見は多様・複雑であった。農業用水の必要性から早期の復旧を望む声と、用水の必要性を認めながらも同じ場所での補修を危険視する意見、そして、ダム不要論があった。

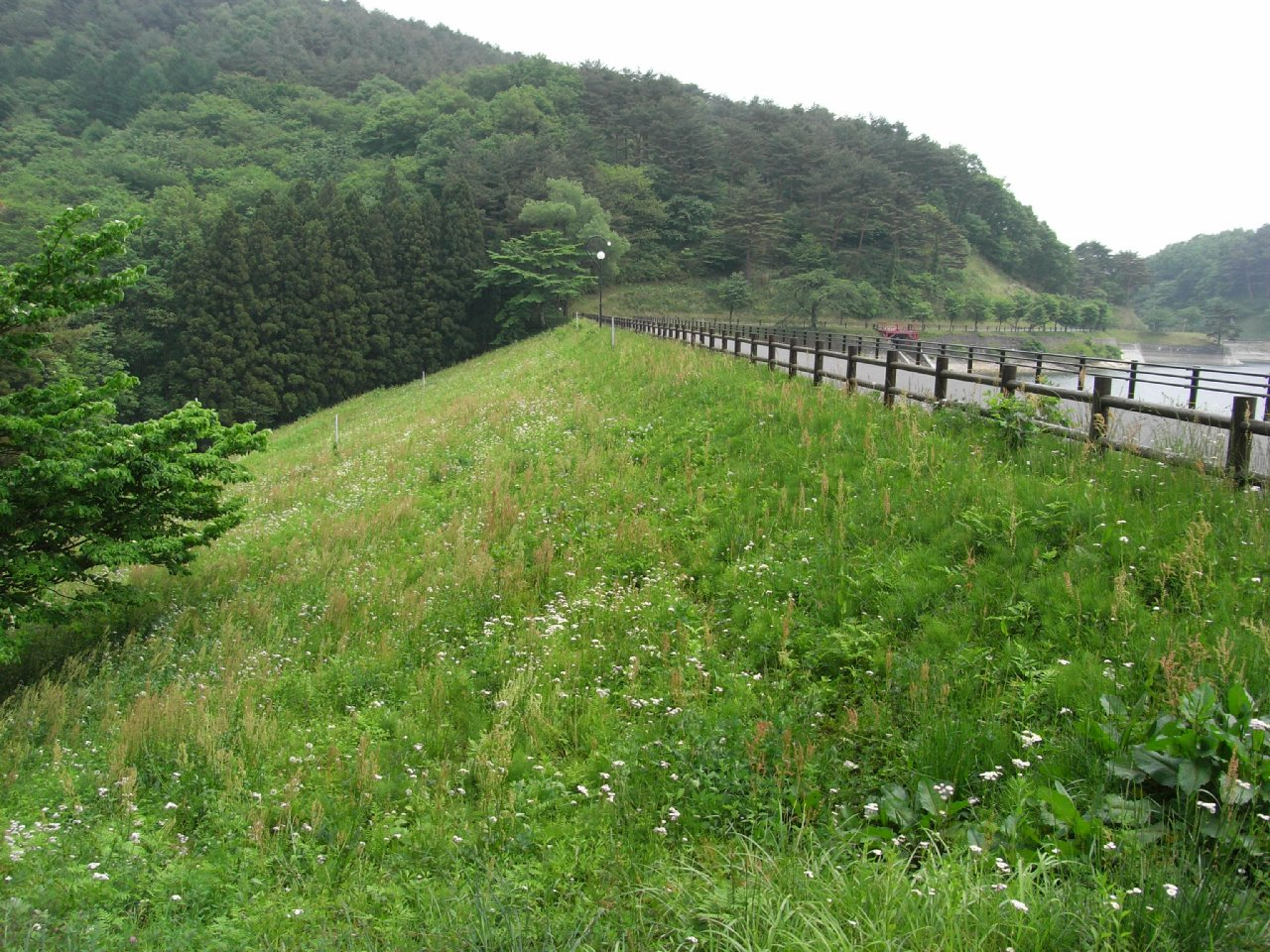
決壊前: 藤沼ダム（2008年）
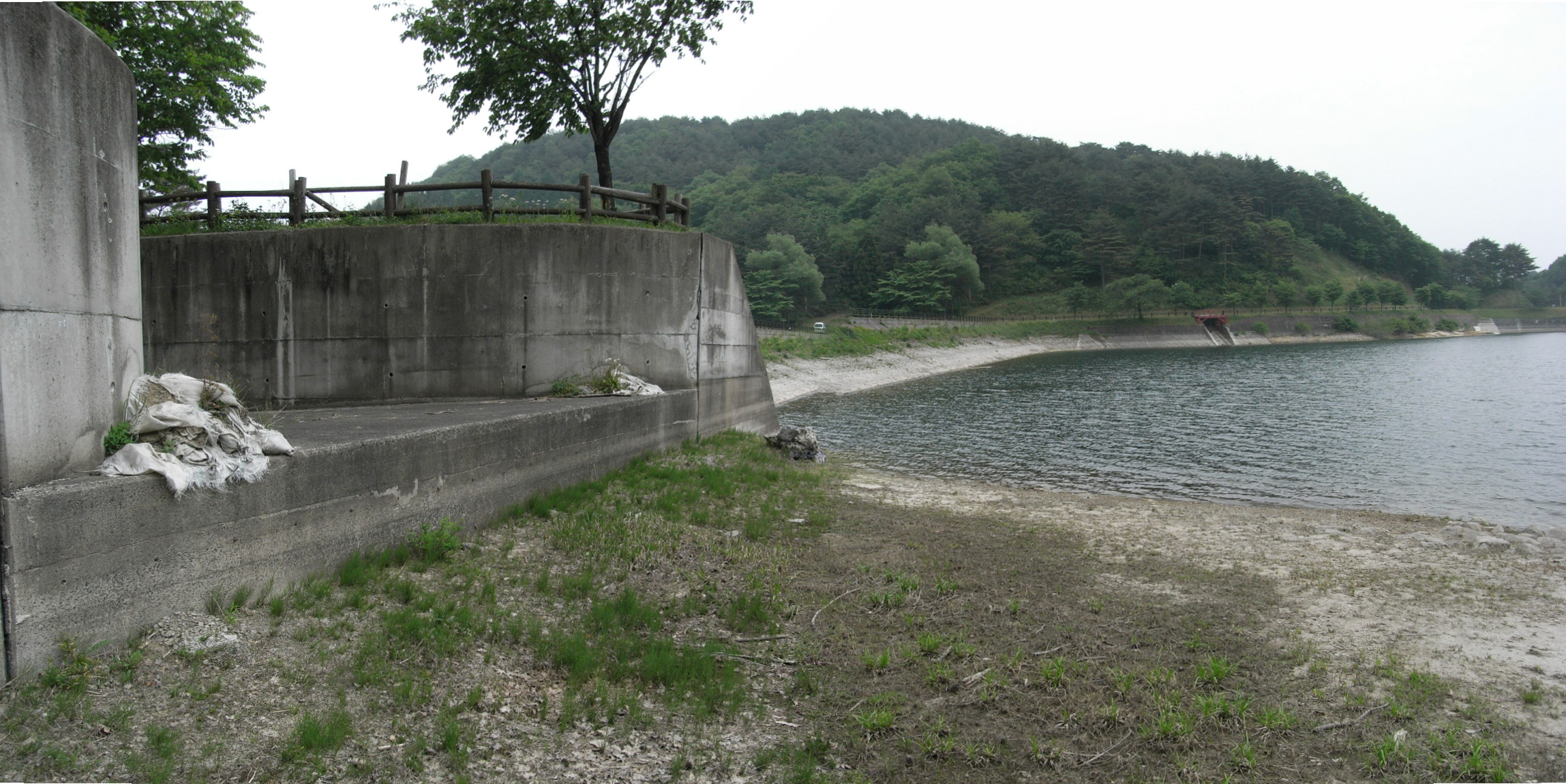
決壊前: 洪水吐出口と堤体（2008年）
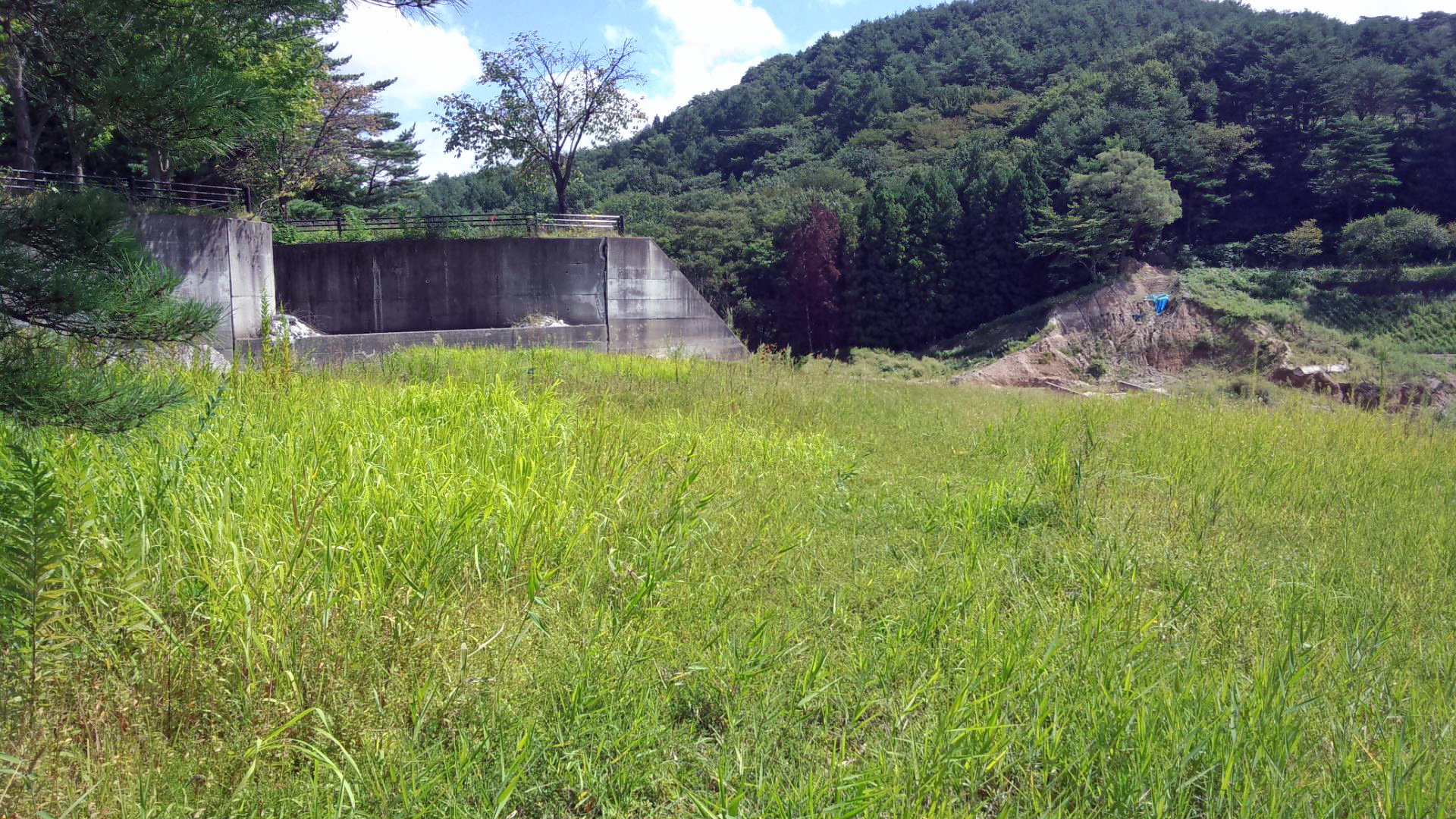
決壊後: 堤体が流れた藤沼ダムと洪水吐出口（2012年）
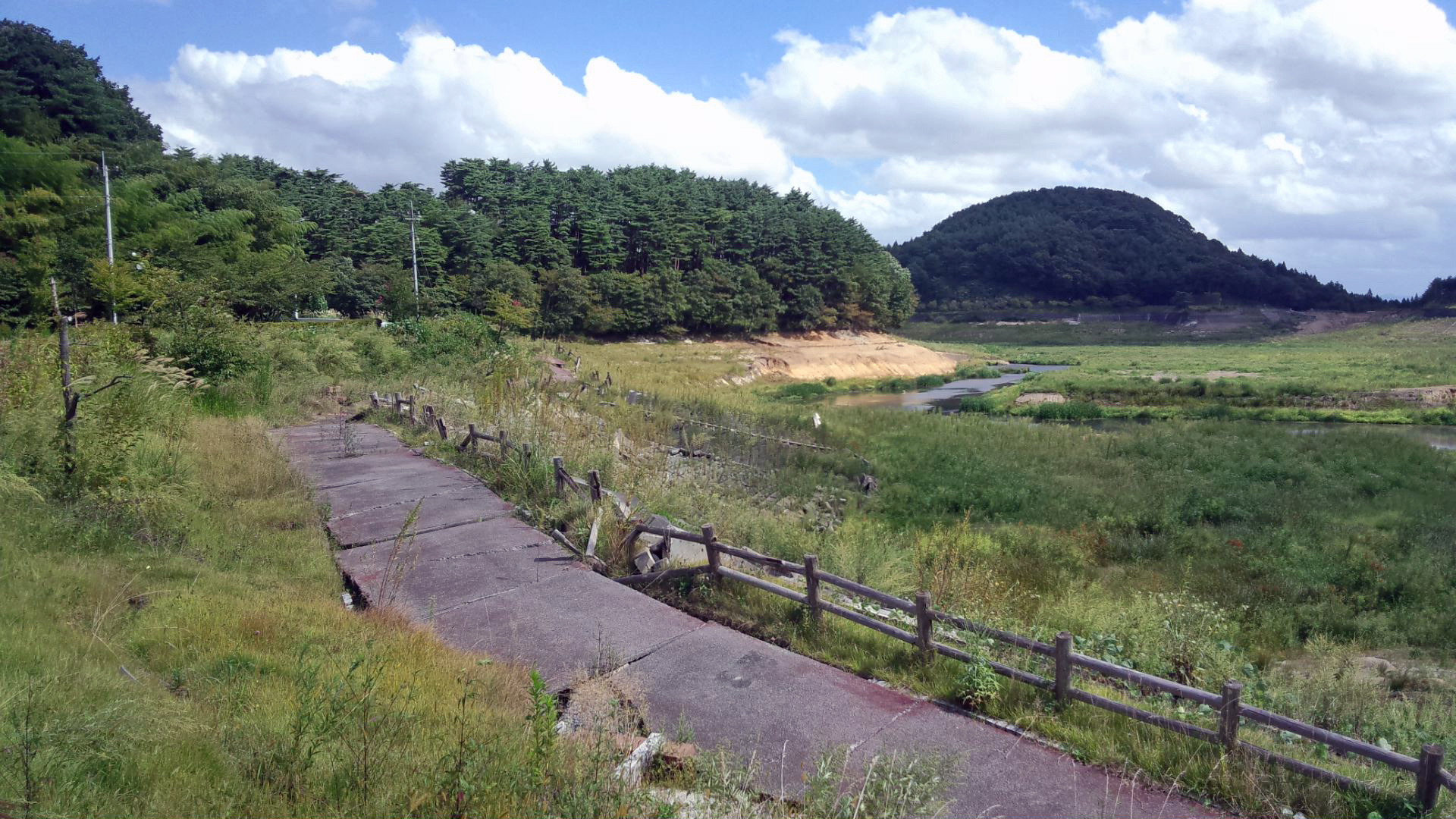
決壊後: 崩れた遊歩道と水のない湖底（2012年）

### 復旧へ
福島県では2012年6月に学識経験者で構成する「福島県藤沼ダム復旧委員会」を設置し、2017年3月の完成を目指して2013年10月に着工し、2017年4月24日からは7年ぶりに農業用水供給を再開した。
2013年に周辺住民らが露出した湖底を歩いた際に、ヤマアジサイの群生を発見。「湖底で眠っていた株が復活したのかも知れない」と考えられたことから“奇跡のあじさい”と呼ばれるようになった。全国に株分けされているほか、2017年6月25日に藤沼湖自然公園で植樹祭が行われた。